# Star 80
Star 80 – amerykański film obyczajowy z 1983 roku w reżyserii Boba Fosse. Wyprodukowany przez Warner Bros. Zdjęcia kręcono w Los Angeles i Vancouver.
Światowa premiera filmu miała miejsce 10 listopada 1983 roku.

## Obsada
- Mariel Hemingway jako Dorothy Stratten
- Eric Roberts jako Paul Snider
- Cliff Robertson jako Hugh Hefner
- Carroll Baker jako Nelly Hoogstraten
- Roger Rees jako Aram Nicholas
- Dean Hajum jako George
- Josh Mostel jako prywatny detektyw
- David Clennon jako Geb
- Lisa Gordon jako Eileen